# Старий Люблинець
Старий Любл́инець (пол. Stary Lubliniec) — село в Польщі, у гміні Чесанів Любачівського повіту Підкарпатського воєводства.
Населення — 562 особи (2011).
Через село протікає Вірова, невелика річка басейну Вісли, притока Танви.

## Історія
Найдавніші згадки про Старий Люблинець сягають 1507 року. Існувала тоді вже церква, а люд, який заселяв село, був руського (українського) походження. Вони займалися рільництвом, кушнірством, ковальством, гончарством, бортництвом і ткацтвом. Селяни займалися також розведенням овець.
Привілеї були надані Сигізмундом ІІІ Вазою в 1590 році, що передбачали відроблення панщини два дні на тиждень, та були підтверджені Августом III Фрідріхом в 1736 році.
Протягом XVI ст. в Старому Люблинці мали місце селянські протести. Приводом цього були численні надмірні використання орендарями мешканців села. Виснажені знущаннями та побоями люблинчани неодноразово складали судові позови проти панів, що зловживали своєю владою. Польські шляхтичі підвищували також податки, збільшували данину та змушували селян їздити возами по сіль до Дрогобича, а з Дрогобича до Любліна.
В 1625 році село було частково знищене татарами, що спалили декілька будівель. В 1629 році татари в Старому Люблинці та сусідньому Новому Люблинці знищили 11 зі 165 будинків.
Адміністративно до 1772 року Люблинець був в межах Любачівського, опісля — Белзького повіту в складі Белзького воєводства. За часів Австро-Угорщини село увійшло до Жовківської округи. Після адміністративної реформи 1867 року Люблинець включено до новоствореного Чесанівського повіту.
Після першого поділу Польщі село було під окупацією Австрії. У згадках колишніх мешканців, був це час свободи та спокійного сільського життя.
Старий Люблинець був королівським селом до 1778 року, після чого увійшов до складу майна австрійського уряду. В жовтні 1818 року купив його барон із Відня Герман Бруніцький. Після його смерті у 1841 році село перейшло у власність племінників барона — Петра та Здзіслава.
Під кінець ХІХ ст. власником частини земель став барон Гуго Ваттманн, а з початком ХХ ст. двір та землю купив доктор Еміль Парнас, родині якого село належало до початку ІІ світової війни.
В XIX i XX ст. в Старому Люблинці функціонувала школа, корчма і фільварок. Поблизу села проходив кордон між Габсбурською монархією та Польським Королівством.
Під час І світової війни частина сільських будинків була знищена. Серед мешканців села на війну було мобілізовано близько 70 чоловіків, з яких 23 не повернулися.
1 листопада 1918 року село зайняла українська армія. Трохи згодом польська сторона розпочала війну проти української держави — ЗУНР. 13 грудня польські відділи атакували Старий і Новий Люблинець і після запеклого 2-годинного бою здобули села. За словами мешканців, після бою поляки вдерлися до села та почали добивати поранених. Того дня загинуло 8 мешканців Старого Люблинця.
Друга світова війна принесла боротьбу радянських, польських і німецьких військ на люблинецькій землі. Село входило до ґміни Чесанів Любачівського повіту Львівського воєводства Польської республіки. У середині вересня 1939 року німці окупували село, але вже 26 вересня 1939 року відступили і передали Червоній армії, оскільки за пактом Ріббентропа-Молотова правобережжя Сяну належало до радянської зони впливу. Однак Сталін обміняв Закерзоння на Литву і на початку жовтня СРСР передав село німцям, південніше села проліг кордон. За німецької окупації у селі діяла українська школа.
10 жовтня 1944, 32 мешканці було вбито польською Громадською Міліцією в селі Руда Ружанецька, зокрема 56-річного солтиса села Степана Білого. Декілька місяців пізніше поляки вбили Матвія Онишка, 2.02.1945 — 50-річного Івана Качора, 27.02.1945 — 25-річного Михайла Артемовича. 23 березня 1945, мала місце пацифікація села, в результаті котрої від рук Другого Окремого Операційного батальйону Корпусу Внутрішньої Безпеки Польщі (пол. 2 Samodzielny Batalion Operacyjny Korpusu Bezpieczeństwa Wewnętrznego) вбито щонайменше 58 осіб. Під час акції було також спалено більшість житлових та господарських будівель (231 господарство), пограбовано майно, худобу і збіжжя всіх селян. 29.08.1945 поляки вбили 38-річного Василя Цозу, 10.10.1945 поранили Дмитра Козелка, вбили Михайла Гарасима, який віз майно на станцію для виїзду в СРСР, а коня і майно забрали. 14.10.1945 польське військо виганяло жителів із села для виїзду в СРСР, гнало до станції в Любачові, стріляло по них навіть із гарматок, поранили трьох людей. 17.10.1945 вояки польського війська напали на цивільне населення села, били і грабували, спалили 42 господарства, вбили 4 людей (серед них 24-річну Анну Рибашт, яка вчинила опір поручнику при спробі зґвалтування, — застрелив і вкинув у вогонь). 7.02.1946 р. польські вояки вбили Еву Качмарик. Жителі села в рядах ОУН і УПА чинили опір етноциду.
У травні 1947 року в ході операції «Вісла» зі Старого Люблинця депортовано на західні та північні понімецькі території Польщі українців та мішані польсько-українські родини. До запустілого села приїхали поляки, осадники із сусідніх повітів.
У 1975—1998 роках село належало до Перемишльського воєводства.

## Населення
Від початку заснування села і до масового виселення після закінчення ІІ світової війни переважну більшість мешканців Старого Люблинця становили українці (русини). Окрім українців в селі проживало декілька польських та єврейських родин.
Демографічна структура станом на 31 березня 2011 року:
|          | Загалом | Допрацездатний вік | Працездатний вік | Постпрацездатний вік |
| -------- | ------- | ------------------ | ---------------- | -------------------- |
| Чоловіки | 280     | 41                 | 207              | 32                   |
| Жінки    | 282     | 49                 | 152              | 81                   |
| Разом    | 562     | 90                 | 359              | 113                  |

Населення Старого Люблинця з 1789 до 1939 рр.:
| рік  | українці | євреї | поляки | разом |
| ---- | -------- | ----- | ------ | ----- |
| 1785 | 750      | 5     |        | 755   |
| 1829 | 939      |       |        |       |
| 1839 | 1013     |       |        |       |
| 1858 | 904      |       |        |       |
| 1878 | 1170     |       |        |       |
| 1880 |          |       |        | 1151  |
| 1890 |          |       |        | 1173  |
| 1898 | 1258     |       |        |       |
| 1900 |          |       |        | 1283  |
| 1904 | 1360     |       |        |       |
| 1906 | 1384     |       |        |       |
| 1910 |          |       |        | 1352  |
| 1913 | 1410     |       |        |       |
| 1921 | 1240     | 57    | 19     | 1316  |
| 1925 | 1476     |       |        |       |
| 1929 | 1380     |       |        |       |
| 1931 | 1429     | 37    | 25     | 1491  |
| 1933 | 1451     |       |        |       |
| 1934 | 1430     | 44    | 20     | 1494  |
| 1935 | 1493     |       |        |       |
| 1936 | 1509     |       |        |       |
| 1938 | 1525     | 37    | 25     | 1587  |
| 1939 | 1554     | 38    | 25     | 1617  |

## Пам'ятки
Перша дерев'яна церква Преображення Господнього в Старому Люблинці стояла вже у 1507 році.
Наступну дерев'яну церкву в селі побудовано у 1607 році. У 1700 році її було посвячено. Перед 1845 роком у церкві перебудовано куполи, а у 1893 відремонтовано та розмальовано. У 1903 році проведено чергові ремонтні роботи. Церква простояла до 1920-х років.
У 1909 році, стараннями отця Северина Метеллі, розпочався збір матеріалів і фондів на побудову нової мурованої церкви Преображення Господнього. Будівництво однак розпочалося лише в 1926 році на плані хреста, з банею посередині. Церква належала до греко-католицької парафії Новий Люблинець Чесанівського деканату Перемишльської єпархії. Після виселення мешканців села у 1947 році, церква стояла непридатна, опустошіла. З часом відремонтована новими мешканцями, досі служить римо-католикам.
У 1848 році в селі, на знак знесення в Австрійській імперії (з 1867 року Австро-Угорщина) панщини, було встановлено кам'яний хрест.

## Народилися
- Левкович Василь Михайлович — полковник УПА, командир ВО «Буг»